# Jamelia
Jamelia (n. Jamelia Niela Davis pe 11 ianuarie 1981 în Smethwick, West Midlands, Anglia), supranumită «Prințesa muzicii R&B din Regatul Unit», este o cântăreață, cantautoare și muziciană din Regatul Unit.

## Discografie

### Albume de studio
- Drama (2000)
- Thank You (2003)
- Walk With Me (2006)

### Albume de compilație
- Superstar - The Hits (2007)